# Grand Prix moto d'Australie 2003
Le  Grand Prix moto d'Australie 2003 est la quinzième manche du championnat du monde de vitesse moto 2003. La compétition s'est déroulée du 17 au 19 octobre 2003 sur le circuit de Phillip Island.
C'est la 15e édition du Grand Prix moto d'Australie.

## Résultat des MotoGP
| Pos. | Pilote            | Moto       | Temps/Écart     | Grille | Points |
| ---- | ----------------- | ---------- | --------------- | ------ | ------ |
| 1    | Valentino Rossi   | Honda      | 41 min 53 s 543 | 1      | 25     |
| 2    | Loris Capirossi   | Ducati     | +5 s 212        | 2      | 20     |
| 3    | Nicky Hayden      | Honda      | +12 s 039       | 5      | 16     |
| 4    | Sete Gibernau     | Honda      | +12 s 070       | 3      | 13     |
| 5    | Tohru Ukawa       | Honda      | +12 s 294       | 8      | 11     |
| 6    | Olivier Jacque    | Yamaha     | +28 s 017       | 15     | 10     |
| 7    | Shinya Nakano     | Yamaha     | +28 s 044       | 11     | 9      |
| 8    | Carlos Checa      | Yamaha     | +40 s 112       | 9      | 8      |
| 9    | Kenny Roberts Jr  | Suzuki     | +41 s 410       | 14     | 7      |
| 10   | Makoto Tamada     | Honda      | +49 s 902       | 17     | 6      |
| 11   | Jeremy McWilliams | Proton     | +51 s 260       | 10     | 5      |
| 12   | John Hopkins      | Suzuki     | +54 s 101       | 13     | 4      |
| 13   | Garry McCoy       | Kawasaki   | +54 s 779       | 12     | 3      |
| 14   | Noriyuki Haga     | Aprilia    | +1 min 01 s 520 | 19     | 2      |
| 15   | Andrew Pitt       | Kawasaki   | +1 min 06 s 080 | 21     | 1      |
| 16   | Colin Edwards     | Aprilia    | +1 min 06 s 630 | 18     |        |
| 17   | Max Biaggi        | Honda      | +1 min 14 s 003 | 6      |        |
| 18   | Ryuichi Kiyonari  | Honda      | +1 tour         | 22     |        |
| 19   | Chris Burns       | Roc Yamaha | +1 tour         | 24     |        |
| Abd. | Nobuatsu Aoki     | Proton     | Abandon         | 20     |        |
| Abd. | Marco Melandri    | Yamaha     | Abandon         | 7      |        |
| Abd. | Alex Barros       | Yamaha     | Abandon         | 16     |        |
| Abd. | Troy Bayliss      | Ducati     | Abandon         | 4      |        |
| Abd. | David de Gea      | Sabre V4   | Abandon         | 23     |        |

## Résultat des 250 cm3
| Pos  | Pilote           | Moto    | Temps/Écart     | Grille | Points |
| ---- | ---------------- | ------- | --------------- | ------ | ------ |
| 1    | Roberto Rolfo    | Honda   | 45 min 14 s 993 | 8      | 25     |
| 2    | Anthony West     | Aprilia | +14 s 040       | 11     | 20     |
| 3    | Fonsi Nieto      | Aprilia | +33 s 511       | 5      | 16     |
| 4    | Franco Battaini  | Aprilia | +54 s 252       | 3      | 13     |
| 5    | Alex Debón       | Honda   | +1 min 06 s 895 | 13     | 11     |
| 6    | Naoki Matsudo    | Yamaha  | +1 min 06 s 943 | 9      | 10     |
| 7    | Erwan Nigon      | Aprilia | +1 min 13 s 421 | 12     | 9      |
| 8    | Jaroslav Huleš   | Yamaha  | +1 min 22 s 119 | 10     | 8      |
| 9    | Manuel Poggiali  | Aprilia | +1 min 22 s 163 | 7      | 7      |
| 10   | Johann Stigefelt | Aprilia | +1 min 25 s 303 | 22     | 6      |
| 11   | Toni Elías       | Aprilia | +1 min 41 s 591 | 1      | 5      |
| 12   | Lukas Pesek      | Yamaha  | +2 min 49 s 682 | 18     | 4      |
| 13   | Dirk Heidolf     | Aprilia | +1 tour         | 17     | 3      |
| 14   | Hugo Marchand    | Aprilia | +1 tour         | 19     | 2      |
| 15   | Chaz Davies      | Aprilia | +1 tour         | 15     | 1      |
| 16   | Héctor Faubel    | Aprilia | +1 tour         | 16     |        |
| 17   | Henk vd Lagemaat | Honda   | +2 tours        | 25     |        |
| 18   | Joan Olive       | Aprilia | +3 tours        | 20     |        |
| Abd. | Randy de Puniet  | Aprilia | Abandon         | 4      |        |
| Abd. | Christian Gemmel | Honda   | Abandon         | 23     |        |
| Abd. | Éric Bataille    | Honda   | Abandon         | 14     |        |
| Abd. | Sebastian Porto  | Honda   | Abandon         | 2      |        |
| Abd. | Katja Poensgen   | Honda   | Abandon         | 24     |        |
| Abd. | Geoff Hardcastle | Yamaha  | Abandon         | 26     |        |
| Abd. | Alex Baldolini   | Aprilia | Abandon         | 21     |        |
| Abd. | Sylvain Guintoli | Aprilia | Abandon         | 6      |        |

## Résultat des 125 cm3
| Pos  | Pilote            | Moto     | Temps/Écart     | Grille | Points |
| ---- | ----------------- | -------- | --------------- | ------ | ------ |
| 1    | Andrea Ballerini  | Honda    | 43 min 41 s 886 | 23     | 25     |
| 2    | Masao Azuma       | Honda    | +8 s 849        | 17     | 20     |
| 3    | Steve Jenkner     | Aprilia  | +14 s 187       | 9      | 16     |
| 4    | Álvaro Bautista   | Aprilia  | +14 s 752       | 16     | 13     |
| 5    | Arnaud Vincent    | Aprilia  | +16 s 387       | 22     | 11     |
| 6    | Héctor Barberá    | Aprilia  | +22 s 852       | 6      | 10     |
| 7    | Alex De Angelis   | Aprilia  | +23 s 167       | 2      | 9      |
| 8    | Jorge Lorenzo     | Derbi    | +39 s 210       | 5      | 8      |
| 9    | Gabor Talmacsi    | Aprilia  | +45 s 888       | 14     | 7      |
| 10   | Robbin Harms      | Aprilia  | +48 s 500       | 15     | 6      |
| 11   | Youichi Ui        | Gilera   | +1 min 07 s 473 | 20     | 5      |
| 12   | Julián Simón      | Malaguti | +1 min 08 s 499 | 28     | 4      |
| 13   | Fabrizio Lai      | Malaguti | +1 min 25 s 817 | 18     | 3      |
| 14   | Emilio Alzamora   | Derbi    | +1 min 46 s 395 | 27     | 2      |
| 15   | Stefano Bianco    | Gilera   | +1 min 50 s 845 | 25     | 1      |
| 16   | Thomas Lüthi      | Honda    | +1 tour         | 12     |        |
| 17   | Michele Danese    | Honda    | +1 tour         | 31     |        |
| Abd. | Imre Tóth         | Honda    | Abandon         | 29     |        |
| Abd. | Matthew Kuhne     | Honda    | Abandon         | 34     |        |
| Abd. | Mirko Giansanti   | Aprilia  | Abandon         | 7      |        |
| Abd. | Gino Borsoi       | Aprilia  | Abandon         | 24     |        |
| Abd. | Stefano Perugini  | Aprilia  | Abandon         | 1      |        |
| Abd. | Pablo Nieto       | Aprilia  | Abandon         | 13     |        |
| Abd. | Lucio Cecchinello | Aprilia  | Abandon         | 10     |        |
| Abd. | Roberto Locatelli | KTM      | Abandon         | 19     |        |
| Abd. | Mika Kallio       | KTM      | Abandon         | 3      |        |
| Abd. | Max Sabbatani     | Aprilia  | Abandon         | 26     |        |
| Abd. | Marco Simoncelli  | Aprilia  | Abandon         | 11     |        |
| Abd. | Andrea Dovizioso  | Honda    | Abandon         | 8      |        |
| Abd. | Joshua Waters     | Honda    | Abandon         | 30     |        |
| Abd. | Casey Stoner      | Aprilia  | Abandon         | 4      |        |
| Abd. | Mike Di Meglio    | Honda    | Abandon         | 21     |        |
| Abd. | Gioele Pellino    | Aprilia  | Abandon         | 32     |        |